# Pace del Mela
Pace del Mela es una localidad italiana de la provincia de Mesina, región de Sicilia, con 6.243 habitantes.

Ubicación de la ciudad de Pace del Mela dentro de la provincia de Mesina.

## Evolución demográfica
| Gráfica de evolución demográfica de Pace del Mela entre 1861 y 2001 |
|                                                                     |
| Fuente ISTAT - Elaboración gráfica por parte de Wikipedia           |